# Jeanne Cardijn
Joanna Maria (Jeanne) Cardijn (Halle, 10 december 1899 - Melsbroek, 26 januari 1983) was een Belgisch bestuurster en Medewerkster van het Apostolaat. Ze was voorzitster van de Boerinnenbond.

## Levensloop
Cardijn werd op haar veertiende wees en belandde in Leuven bij kanunnik Pieter-Jozef Sencie en diens zus. Ze studeerde voor onderwijzer en nadien voor landbouwregentes aan het Onze-Lieve-Vrouw ten Doorn instituut te Eeklo. Ze kwam in dienst van de Boerinnenbond waar ze in 1923 bestuurster of algemeen voorzitster werd. Ze werkte ook mee aan de opstart van de Boerinnenjeugdbond. Ze bleef voorzitster tot na het vijftigjarig bestaan van de Boerinnenbond in 1961.
In 1927 lag ze mee aan de basis van de eerste publicatie van Ons Kookboek. 
Jeanne Cardijn was de nicht van de latere kardinaal Jozef Cardijn.